# アンミアヌス・マルケリヌス
アンミアヌス・マルケリヌス（古典ラテン語：Ammianus Marcellinus アンミアヌス・マルケッリヌス、325年/330年 - 391年以後）は、ローマ帝国後期の軍人・歴史家。31巻からなる『歴史』を著した。

## 生涯
アンミアヌスは、おそらくシリア属州のアンティオキアで生まれたと考えられる。彼はギリシア人であり、高貴な家柄の出身と推測される。ローマ皇帝コンスタンティウス2世（在位：337年 - 361年）の治世下において軍隊に入り、メソポタミア属州ニシビスの司令官であったウルシヌスの麾下で軍人としてのキャリアを歩み始めた。
359年、ウルシヌスがコンスタンティウス2世によって召還された際、アンミアヌスも共にイタリアへ帰還した。その後、ガリアの兵士たちによって皇帝に擁立されたフランク族のシルウァヌスに対する遠征に同行した。後にウルシヌスの下で2度東方へ赴き、サーサーン朝のシャープール2世との間で繰り広げられたアミダ攻防戦（359年）においては、決死の脱出を遂げた。しかし、ウルシヌスが皇帝への忠誠を失い、司令官の地位を解任されたのに伴い、アンミアヌスも一時的に降格したようである。
361年にフラウィウス・クラウディウス・ユリアヌスが皇帝（在位：361年 - 363年）となると、アンミアヌスの地位も回復した。彼はユリアヌスに深く心酔しており、その下でアラマンニ人との戦いや、363年のペルシア遠征に従軍した。ユリアヌスの死後、皇帝ヨウィアヌス（在位：363年 - 364年）と共にアンティオキアまで撤退した。その後、軍を退役し、380年頃からローマに居住し始めたと考えられている。その地において、彼は後世に名を残す著作『歴史』を執筆することになる。

## 『歴史』
アンミアヌスの書いた『歴史』(Res Gestae) はネルウァ帝の即位（96年）からウァレンス帝の戦死（378年）までを網羅している。これは、タキトゥスの『年代記』『同時代史』（ドミティアヌス帝の死までを扱う）の後継を自任していたからである。原本は31巻あったが、最初の13巻が失われた。現存するのはアンミアヌスの同時代史である後半18巻であり、ガルス副帝の死の前年（353年）からハドリアノポリスの戦い（378年）までが扱われている。
『歴史』は明晰かつ視野の広い著述から評価が高い。エドワード・ギボンは『ローマ帝国衰亡史』でアンミアヌスを「偏見や感情に流されない文章で、著者自身の時代を正確かつ誠実に書き記した案内人」と絶賛している。ただし、現在の研究者は『歴史』内にもこの時代に特徴的な誇張表現を指摘している。アンミアヌスは異教徒だったこともあり、キリスト教徒のコンスタンティウス2世よりも、異教徒のユリアヌスに好意的であったことも明らかになっている。しかし、『歴史』も公に出版することを意図したものである以上、単純さを犠牲にしてでも派手な記述を必要とする場合もあり、その誇張が問題にならない程度であることから、それをもって非難に値するものではないという評価が一般的である。
文学作品としての評価も高く、「タキトゥスからダンテの間に生まれた中で最も偉大な作家である」と語った人物もいる。その文体は荒々しく、大げさな表現やひどくあいまいな部分が散見されるものの、批評的な文章もあり社会・経済問題を見事に描き出している。ローマ帝国内にいる非ローマ人に対してはティトゥス・リウィウスやタキトゥスに比べてもより視野の広い姿勢を示している。自身が訪れた様々な国についての記述は特に興味がそそられる。
『歴史』の中でアンミアヌスは、度重なる外征による国内体制の疲弊、中流層の経済的没落、軍規の乱れにより崩壊していくローマ帝国を浮き彫りにする。それは彼の死後、20年にわたるゴート戦争によって帝国が衰退していくことを十分に予測させる。エーリヒ・アウエルバッハは、アンミアヌスを優れた表現力の持ち主とし、難解でなければ最も傑出した古代文学者だとした。その一方、彼はタキトゥスと同じく鳥瞰的でストイックな文体であるため、陰鬱な現実の内容と美文調がちぐはぐになり、しかも暗黒の対立物としての光明が示されないため恐ろしい内容であるとした。

## 日本語訳
- 山沢孝至訳『ローマ帝政の歴史 1 ユリアヌス登場』京都大学学術出版会〈西洋古典叢書〉全3巻、2017年-

### 文献
- 歴史学研究会編『世界史史料１　古代のオリエントと地中海世界』岩波書店、2012年、311‐313頁（『歴史』部分訳を収録）。
- 林健太郎・澤田昭夫共編『原典による歴史学の歩み』講談社、1974年、167‐174頁（『歴史』の解説及び部分訳を収録）。
- 酒枝徹意「アミアーヌス マルケリーヌス,覚え書き」『四国学院大学論集』62号、1986年、43‐61頁。
- 小坂俊介「アンミアヌス・マルケリヌス『歴史』に関する近年の研究動向」『Studia classica』3号、2012年、165‐190頁。

## 脚註
1. ↑  各・國原吉之助訳で、「年代記」岩波文庫（上下）、「同時代史」ちくま学芸文庫
2. ↑  E. Stein, Geschichte des spätrömischen Reiches, Vienna 1928
3. ↑  エーリヒ・アウエルバッハ『ミメーシス』（上）　篠田一士・川村二郎訳、筑摩書房〈ちくま学芸文庫〉、1994年、65-70頁